# Rudolf I Wittelsbach
Rudolf I Wittelsbach (ur. 4 października 1274 Bazylea, zm. 12 sierpnia 1319) – książę Górnej Bawarii, hrabia Palatynatu.
Syn księcia Górnej Bawarii Ludwika II i jego trzeciej żony Matyldy Habsburg. Jego dziadkami byli: książę Bawarii Otton II Bawarski i Agnes Welf oraz cesarz rzymski Rudolf I Habsburg i Gertruda von Hohenberg.

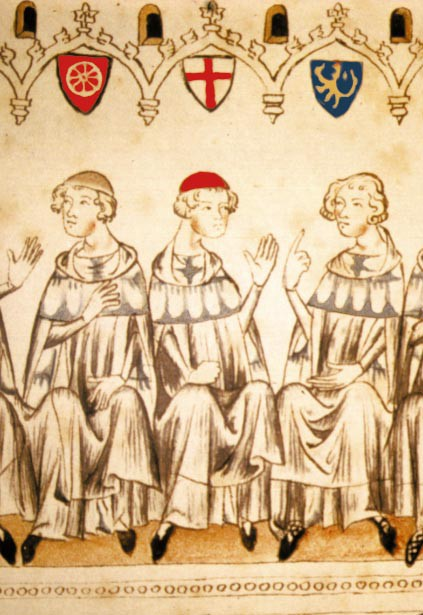
Trzech z siedmiu elektorów biorących udział w wyborze Henryka VII, arcybiskup Moguncji, Trewiru oraz hrabia Palatynatu Rudolf I

Po śmierci ojca został władcą Górnej Bawarii. Poparł swojego teścia Adolfa z Nassau w jego walce z Albrechtem I Habsburgiem – wujem Rudolfa. Brał udział w przegranej przez wojska Adolfa bitwie pod Göllheim. Wskutek tej przegranej musiał zgodzić się na rządy wspólne z młodszym bratem Ludwikiem. Po śmierci Albrechta brał udział w elekcji cesarskiej w trakcie której wybrano na cesarza rzymskiego Henryka VII Luksemburskiego. Towarzyszył nowemu cesarzowi w drodze do Włoch na koronację.
W 1313 roku podpisał porozumienie z bratem, kończące wojnę domową, Rudolf zachował tereny Palatynatu Reńskiego, Ludwik Górnej Bawarii. Rok później Ludwik został wybrany królem niemieckim i cesarzem rzymskim. Rudolf jako hrabia Palatynatu głosował przeciwko bratu. W wyniku dalszych konfliktów Ludwik zajął Palatynat a Rudolf wraz z synami udał się na emigrację.
1 września 1294 roku poślubił księżniczkę Matyldę Nassau, córkę króla niemieckiego Adolfa i Imaginy von Isenburg-Limburg. Para miała szóstkę dzieci:
- Ludwik (1297–1312)
- Adolf Wittelsbach (1300–1327) – hrabia Palatynatu
- Rudolf II Wittelsbach (1306–1353) – hrabia Palatynatu
- Ruprecht I Wittelsbach (1309–1390) – elektor Palatynatu Reńskiego
- Matylda (1312–1375) – żona hrabiego Jana III von Sponheim
- Anna (1318–1319)